# Kreuz Wünnenberg-Haaren
Kreuz Wünnenberg-Haaren is een knooppunt in de Duitse deelstaat Noordrijn-Westfalen.
Op dit klaverbladknooppunt kruist de A33 Bielefeld-Bad Wünnenberg de A44 Dortmund-Kassel.

## Geografie
Het knooppunt ligt in de stad Bad Wünnenberg in de Kreis Paderborn. Nabijgelegen stadsdelen zijn Haaren en Helmern. Nabijgelegen steden en dorpen zijnBüren, Salzkotten, Lichtenau en Borchen. Het knooppunt ligt ongeveer 15 km ten zuiden ven het centrum van Paderborn, ongeveer 60 km ten noordwesten van Kassel en ongeveer 90 km ten oosten van Dortmund.
De Luchthaven Paderborn/Lippstadt een paar Kilometer ten noordwesten van het knooppunt.
Het knooppunt ligt niet ver van het natuurgebied Teutoburger Wald.

## Configuratie
Knooppunt
Het is een klaverbladknooppunt met rangeerbanen langs beide snelwegen.
Rijstrook
Nabij het knooppunt hebben beiden snelwegen 2x2 rijstroken.
Alle Verbindungsrwegen hebben één rijstrook.

## Verkeersintensiteiten
Dagelijks passeren ongeveer 60.000 voertuigen het knooppunt.
| Von                      | Nach                         | Durchschnittliche tägliche Verkehrsstärke | Anteil Schwerlastverkehr |
| ------------------------ | ---------------------------- | ----------------------------------------- | ------------------------ |
| AS Borchen-Etteln (A 33) | AK Wünnenberg-Haaren         | 30.300                                    | 23,2 %                   |
| AK Wünnenberg-Haaren     | AS Bad Wünnenberg (B 480)    | 10.100                                    | 09,0 %                   |
| AS Büren (A 44)          | AK Wünnenberg-Haaren         | 33.300                                    | 22,7 %                   |
| AK Wünnenberg-Haaren     | AS Lichtenau (Westf.) (A 44) | 44.600                                    | 25,3 %                   |

## Richtingen knooppunt
| Aansluitende wegen                                       | Aansluitende wegen | Aansluitende wegen | Aansluitende wegen | Aansluitende wegen                   |
| -------------------------------------------------------- | ------------------ | ------------------ | ------------------ | ------------------------------------ |
| richting Büren / Dortmund Luchthaven Paderborn/Lippstadt |                    |                    |                    | richting Bielefeld / Paderborn       |
|                                                          |                    |                    |                    |                                      |
|                                                          |                    |                    |                    |                                      |
|                                                          |                    |                    |                    |                                      |
| richting Brilon Bad Wünnenberg-Haaren                    |                    |                    |                    | richting Lichtenau (Westf.) / Kassel |